# Řády, vyznamenání a medaile Kazachstánu

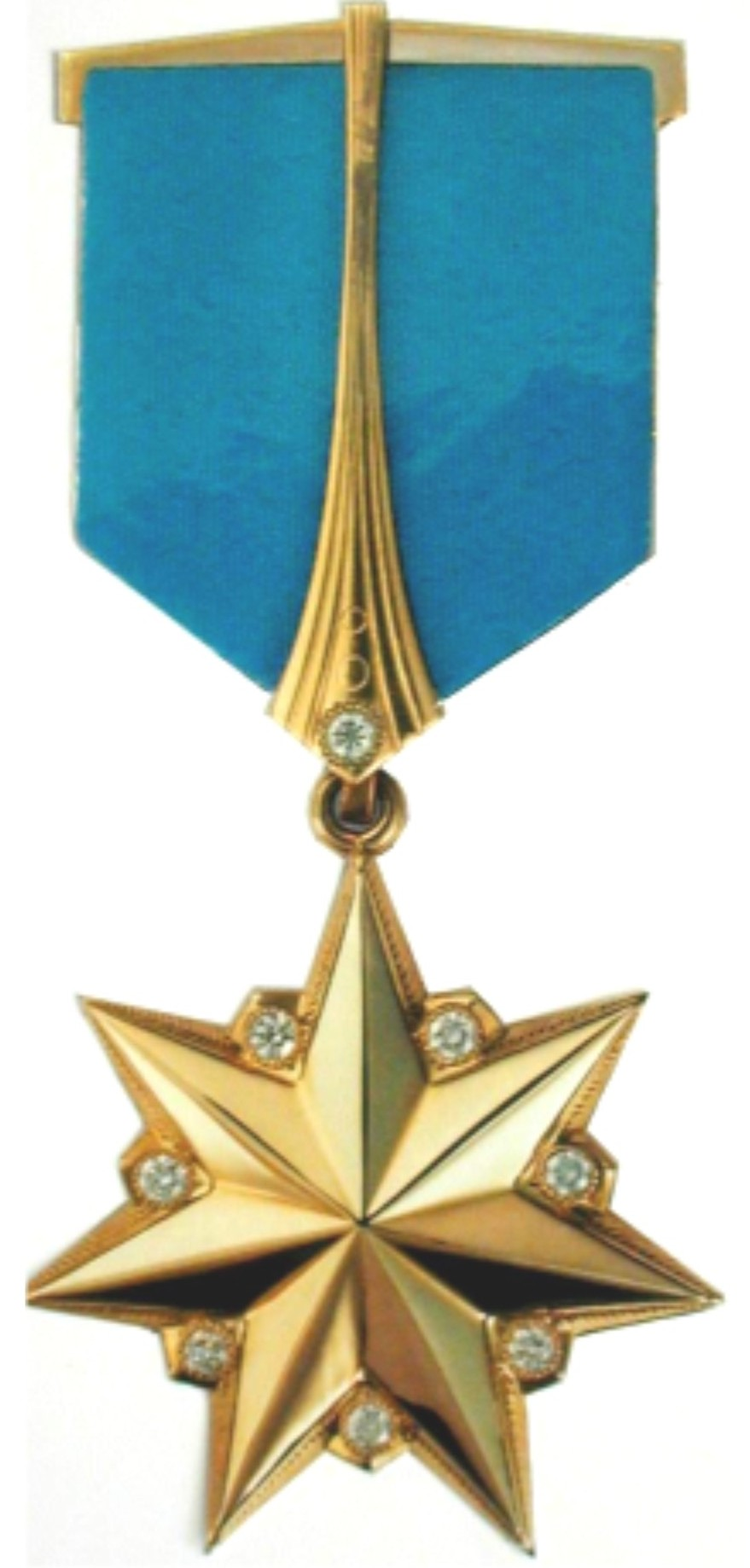
Hrdina Kazachstánu

Systém státních vyznamenání Kazachstánu má původ v zákoně Republiky Kazachstán č. 2676 ze dne 12. prosince 1995, jež nese název O státních vyznamenáních Republiky Kazachstán. Od té doby došlo k několika úpravám. Hierarchie řádů se podobá systémům jiných postsovětských států.

## Historie
V roce 1991 se rozpadl Sovětský svaz. Kazachstán svou nezávislost vyhlásil v prosinci téhož roku. V důsledku úplného kolapsu ekonomiky, muselo vedení země vyřešit mnoho problémů, včetně organizace nových státních struktur. V tomto období tak nebyl prostor pro udílení státních vyznamenání.

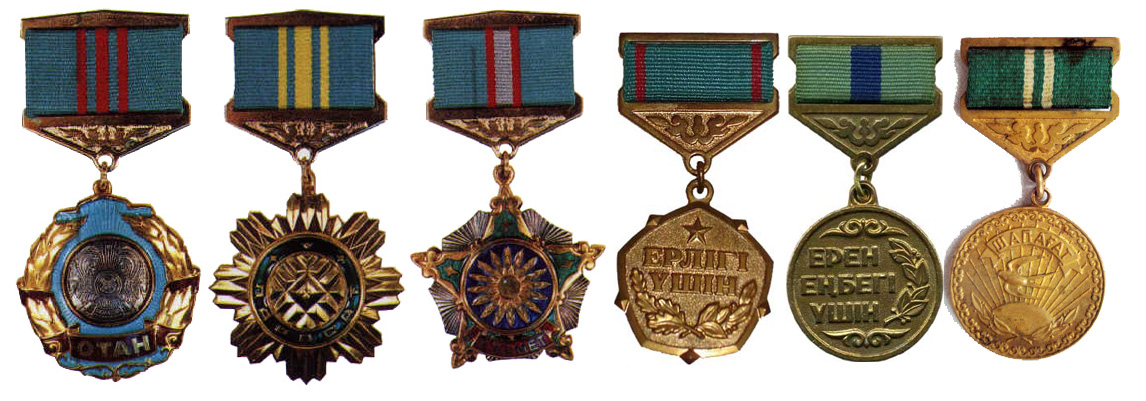
Kazašská vyznamenání, vzor 1993

Nově vzniklá republika měla silné vazby na svou sovětskou minulost, a tak i ustanovování nových kazachstánských státních vyznamenání na základě zákona č. 2069-XII O státních vyznamenání Republiky Kazachstán ze dne 1. dubna 1993, které ustanovilo nejvyšší čestné tituly, řády a medaile republiky, vycházelo ze sovětského vzoru. Tak vzniklo i nejvyšší vyznamenání Národní hrdina namísto bývalého Hrdiny Sovětského svazu.
Styl vzhledu kazachstánských vyznamenání připomínal sovětská ocenění. Například Řád vlasti se vzhledově podobal bulharskému Řádu Georgiho Dimitrova. K čestnému titulu Hrdiny Kazachstánu se kromě medaile Zlaté hvězdy udílel i nejvyšší kazachstánský řád, Řád vlasti. Také další řády a medaile měly názvy, které byly typické pro sovětská vyznamenání.

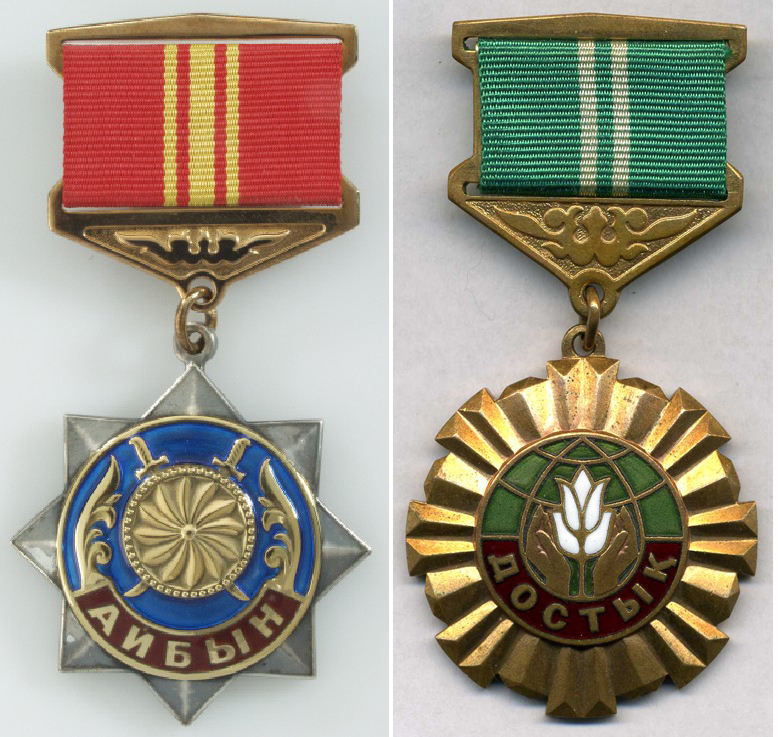
Řád slávy a Řád přátelství, vzor 1995

Dne 12. prosince 1995 byl přijat nový zákon č. 2676 O státních vyznamenáních Kazachstánské republiky, kterým byl zrušen předchozí zákon č. 2069-XII. Nový zákon stanovil nová pravidla pro stávající vyznamenání a zavedl i vyznamenání nová. Nejvyšším kazachstánským řádem se stal Řád zlatého orla. Prezident Kazachstánu se navíc z úřadu své funkce stal rytířem zvláštní třídy tohoto řádu.
V roce 1998 při příležitosti oficiálního představení nového hlavního města, byla na základě prezidentského dekretu č. 3963 ze dne 2. června 1998 založena Medaile Astana, která se tak stala první pamětní medailí Kazachstánu.
Přibližně v roce 1999 došlo k výrazným změnám ve vzhledu kazachstánských vyznamenání. Nejprve se tento trend projevil na blocích pokrytých stužkou. Ty byly prodlouženy na výšku, získaly tvar šestiúhelníku a po celé ploše byly pokryty stuhou z hedvábného moaré.
Zákonem Kazachstánské republiky č. 462-I ze dne 26. července 1999 byly provedeny změny zákona o státních vyznamenáních, zejména Řád slávy a Řád přátelství byly rozděleny do dvou tříd a byl zaveden i nový Řád irbisa udílený ve třech třídách.
Dne 20. července 2000 přijal parlament Kazachstánské republiky ústavní zákon č. 83-II O prvním prezidentu Republiky Kazachstán, který určoval politicko-právní status Nursultana Nazarbajeva jako jednoho ze zakladatelů nového nezávislého státu Kazachstán, a který mimo jiné nařizoval vytvoření nového řádu na počest prvního prezidenta. Ten byl založen zákonem č. 180-II ze dne 3. května 2001.
V roce 2001 oslavil Kazachstán desáté výročí své nezávislosti. Na počest této události a za účelem podpory občanů republiky i cizinců, kteří významně přispěli k rozvoji a formování státu a posílení jeho suverenity bylo rozhodnuto o zřízení Pamětní medaile 10. výročí nezávislosti Kazachstánské republiky, která byla založena prezidentským dekretem č. 675 ze dne 27. srpna 2001. Dne 7. května 2002 podle zákona č. 865 za účelem zvýšení prestiže služby v ozbrojených silách Kazachstánu a také k připomenutí desátého výročí zformování ozbrojených sil, byla zřízena Pamětní medaile 10. výročí ozbrojených sil Kazachstánu, Medaile Veterán ozbrojených sil Kazachstánu a Medaile Za bezvadnou službu.

## Čestné tituly
- Hrdina Kazachstánu byl založen Nursultanem Nazarbajevem prezidentským dekretem č. 2069-XII ze dne 21. prosince 1993. Později bylo začleněno do zákona č. 2676 ze dne 12. prosince 1995. Udílen je občanům Kazachstánu i cizím státním příslušníkům za zvláštní vojenské či civilní služby Kazachstánu.[1][5]
- Hrdina práce Kazachstánu byl založen dne 1. prosince 2008. Udílen je občanům Kazachstánu i cizím státním příslušníkům za jejich mimořádnou službu Kazachstánu v hospodářské a sociální oblasti a v oblasti lidského rozvoje.[6][7]

## Řády
- Řád zlatého orla byl založen zákonem č. 2676 dne 12. prosince 1995. Udílen je občanům Kazachstánu i cizím státním příslušníkům za mimořádné služby státu.[1][8]
- Řád vlasti byl založen roku 1993. Udílen je občanům Kazachstánů i cizím státním příslušníkům za vynikající službu republice.[9]
- Řád Nazarbajeva byl založen zákonem č. 180-II ze dne 3. května 2001. Udílen je občanům Kazachstánu i cizím státním příslušníkům za speciální zásluhy o společnost.
- Řád irbisa byl založen zákonem č. 462-I ze dne 26. července 1999. Udílen je za zvláštní zásluhy při posilování národní identity a suverenity republiky, při zajišťování míru, upevňování společnosti a národní jednoty a také za zásluhy ve státní, průmyslové, vědecké, sociální a kulturní oblasti či za posílení spolupráce mezi národy, jejich vzájemné sblížení a obohacování kultur a rozvoj přátelských vztahů.[10][11]
- Řád slávy byl založen zákonem č. 2069-XII ze dne 1. dubna 1993. Udílen je vysoce postaveným vojenským důstojníkům jakož i řídícím důstojníkům národní bezpečnosti a vnitra za úspěchy při velení a řízení, za vysokou bojovou připravenost vojsk a zajištění obrany země či za vynikající organizaci vojenské, vnější i vnitřní bezpečnostní služby zaručující národní bezpečnost, vymáhání práva a veřejný pořádek.[12][13]
- Řád za chrabrost byl založen zákonem č. 2676 ze dne 12. prosince 1995.[1] Upraven byl zákonem č. 461-1 ze dne 26. července 1999.[14]
- Řád Parasat byl založen zákonem č. 2069-XII ze dne 1. dubna 1993. Udílen je za zásluhy v oblasti vědy, kultury, literatury a umění, jakož i státníkům a osobnostem veřejného života, obráncům lidských práv a dalším, kteří přispěli k duchovnímu nebo intelektuálnímu rozvoji republiky.
- Řád přátelství byl založen zákonem č. 2676 ze dne 12. prosince 1995.[1] Upraven byl zákonem č. 461-1 ze dne 26. července 1999. Udílen je civilistům i příslušníkům ozbrojených sil za podporu mezinárodního a občanského konsensu ve společnosti a podporu míru, přátelství a spolupráce mezi národy.[15]
- Řád cti byl založen roku 1993. Udílen je občanům Kazachstánu za zásluhy v oblasti hospodářské, vědecké, kulturní, sociální či vzdělávací.[16]

## Medaile
- Medaile Astana byla založena zákonem č. 3963 ze dne 2. června 1998 na počest nového hlavního města republiky. Udílena je občanům Kazachstánu i cizím státním příslušníkům, jež se významně zasloužili o socioekonomický rozvoj Kazachstánu a o výstavbu Astany.[17]
- Vojenská záslužná medaile byla založena zákonem č. 2676 dne 12. prosince 1995.[1] Udílena je příslušníkům ozbrojených sil, zaměstnancům státního zastupitelství, národní bezpečnosti, ministerstva vnitra a ministerstva spravedlnosti. Udílena je za iniciativu a odvážné bojové akce, přínos k úspěšnému plnění bojových misí i během operací proti zločinu či za jejich odvahu při obraně státní hranice.[18][19]
- Medaile za odvahu byla založena zákonem č. 2676 dne 12. prosince 1995.[1] Udílena je za odvahu a obětavost v extrémních situacích souvisejících se záchranou lidského života či v boji proti trestné činnosti.[20][21]
- Medaile za vynikající práci byla založena zákonem č. 2676 dne 12. prosince 1995.[1] Udílena je za pracovní úspěchy v hospodářské, sociální, vědecké a kulturní oblasti.[22]
- Medaile za charitu byla založena zákonem č. 2676 dne 12. prosince 1995.[1] Udílena je za činy milosrdenství.[23]
- Medaile Veterán ozbrojených sil Kazachstánu byla založena zákonem č. 865 ze dne 7. května 2002.[3]
- Medaile Veterán finanční policie byla založena dne 30. září 2011.[24]
- Medaile Veterán orgánů pro vnitřní záležitosti Kazachstánské republiky byla založena zákonem č. 155 ze dne 30. září 2011.[24]
- Medaile Veterán orgánů pro mimořádné situace byla založena zákonem č. 129 ze dne 5. června 2006.[25] Upravena byla na rezortní vyznamenání zákonem č. 155 ze dne 30. září 2011.[24]
- Medaile Veterán Výboru pro národní bezpečnost Kazachstánské republiky byla založena zákonem č. 882 ze dne 28. května 2002.[26] Upravena byla zákonem č. 377 ze dne 14. září 2012.
- Medaile Za posílení mezinárodní spolupráce byla založena zákonem č. 14 ze dne 7. května 2002.[27]
- Medaile Za přínos k národní bezpečnosti byla založena zákonem č. 882 ze dne 27. května 2002.[26] Upravena byla zákonem č. 377 ze dne 14. září 2012. Udílena je příslušníkům Výboru pro národní bezpečnost Kazachstánské republiky.[28]
- Medaile Za zásluhy při zajišťování práva a pořádku byla založena zákonem č. 1157 ze dne 31. července 2003.[29]
- Medaile Za zásluhy při prevenci a eliminaci mimořádných událostí byla založena zákonem č. 129 ze dne 5. června 2006. Upravena byla zákonem č. 155 ze dne 30. září 2011.[24][30]
- Medaile Za účast na mírových operacích byla založena zákonem č. 865 ze dne 7. května 2002. Udílena je příslušníkům ozbrojených sil Kazachstánu, a to jak občanům Kazachstánu tak cizím státním příslušníkům za účast na mírových operacích.[31]
- Medaile za bezvadnou službu byla založena zákonem č. 865 ze dne 7. května 2002. Udílena je příslušníkům ozbrojených sil za mimořádně příkladnou službu.[4][32]
- Medaile za bezvadnou službu v orgánech pro vnitřní záležitosti byla založena zákonem č. 1157 ze dne 31. července 2003. Udílena je zaměstnancům orgánů pro vnitřní záležitosti po deseti a více letech služby za příkladné plnění svých povinností.
- Medaile Štít národní bezpečnosti byla založena zákonem č. 155 ze dne 30. září 2011.[24]
- Medaile Za zásluhy při ochraně státní hranice byla založena zákonem č. 882 ze dne 27. května 2002.[26] Upravena byla zákonem č. 155. ze dne 30. září 2011.[24]
- Medaile vděčnosti lidu byla založena prezidentem Kasym-Žomartem Kemeluly Tokajevem dne 8. června 2020. Udílena je občanům Kazachstánu, kteří pracují v oblasti vzdělávání, zdravotní péče, sociální ochrany a kteří se vyznamenali v boji proti pandemii covidu-19.

### Pamětní medaile
- Pamětní medaile 10. výročí nezávislosti Kazachstánské republiky byla založena zákonem č. 675 ze dne 27. srpna 2001.[33]
- Pamětní medaile 10. výročí ozbrojených sil Kazachstánu byla založena zákonem č. 865 ze dne 7. května 2002.[2] Udílena je za příkladné plnění vojenských povinností příslušníkům ozbrojených sil.
- Pamětní medaile 100. výročí kazašské železnice byla založena zákonem č. 1353 ze dne 30. dubna 2004. Udílena je občanům Kazachstánu i cizím státním příslušníkům za významný přínos k formování a rozvoji železniční dopravy v zemi.[34]
- Pamětní medaile 10. výročí ústavy Kazachstánské republiky byla založena zákonem č. 1555 ze dne 20. dubna 2005. Udílena je občanům Kazachstánu za významný přínos k rozvoji a tvorbě ústavních základů republiky.[35]
- Pamětní medaile 10. výročí parlamentu Kazachstánské republiky byla založena zákonem č. 1666 ze dne 7. listopadu 2005. Udílena je občanům Kazachstánu i cizím státním příslušníkům za významný přínos k rozvoji a vytvoření parlamentního systému v Kazachstánu.[36]
- Jubilejní medaile 60. výročí vítězství ve Velké vlastenecké válce 1941–1945 byla založena zákonem č. 1439 ze dne 14. září 2004.[37]
- Pamětní medaile 50. výročí celiny byla založena dne 16. ledna 2004. Udílena je občanům Kazachstánu i cizím státním příslušníkům za významný rozvoj neobdělávané panenské země a rozvoj zemědělství v Kazachstánu.[38]
- Pamětní medaile 10. výročí hlavního města Astany byla založena 6. května 2008. Udílena je občanům Kazachstánu i cizím státním příslušníkům za jejich přínos při formování a rozvoji republiky a jejího hlavního města.[39]
- Jubilejní medaile 65. výročí vítězství ve Velké vlastenecké válce 1941–1945 byla založena zákonem č. 951 ze dne 19. března 2010.[40]
- Pamětní medaile 20. výročí nezávislosti Kazachstánské republiky byla založena zákonem č. 83 ze dne 17. května 2011. Udílena je za přínos při formování republiky, posilování její suverenity a její sociálně-ekonomický rozvoj.[41]
- Pamětní medaile 20. výročí ozbrojených sil Kazachstánu byla založena zákonem č. 159 ze dne 10. října 2011. Udílena byla za příkladné plnění vojenských povinností.[42]
- Pamětní medaile 20. výročí vlády byla založena dne 2. září 2013.[43]
- Pamětní medaile 20. výročí lidového shromáždění Kazachstánu
- Pamětní medaile 20. výročí ústavy Kazachstánské republiky byla založena zákonem č. 1015 ze dne 24. února 2015. Udílena je občanům Kazachstánu i cizím státním příslušníkům za rozvoj a formování ústavních základů republiky.[44]
- Pamětní medaile 25. výročí nezávislosti Kazachstánské republiky byla založen zákonem č. 344 ze dne 28. září 2016. Udílena je občanům Kazachstánu i cizím státním příslušníkům za přínos při formování republiky, posilování její suverenity a její sociálně-ekonomický rozvoj.[45]
- Pamětní medaile 25. výročí Výboru pro národní bezpečnost
- Pamětní medaile 20. výročí hlavního města Astany